# Prizna
Prizna – wieś w Chorwacji, w żupanii licko-seńskiej, w mieście Senj. W 2011 roku liczyła 45 mieszkańców.